# Jigalur, Kundgol
Jigalur là một làng thuộc tehsil Kundgol, huyện Dharwad, bang Karnataka, Ấn Độ.